# Anis Hadj Moussa
Anis Hadj Moussa (in arabo أنيس حاج موسى‎?; Parigi, 11 febbraio 2002) è un calciatore algerino, attaccante del Feyenoord e della nazionale algerina.

## Carriera

### Club
Giovanili
Hadj Moussa è cresciuto nei settori giovanili di Torcy, Montfermeil e Lens, con cui nella stagione 2021-2022 ha giocato nella squadra riserve in Championnat National 2. Nel luglio 2022 è passato all'Olympic Charleroi e l'anno seguente al Patro Eisden.
Vitesse
Il 1º febbraio 2024 è stato ceduto in prestito al Vitesse. Ha debuttato con il club olandese tre giorni dopo contro il Go Ahead Eagles. Il 16 marzo 2024 segna un goal nel pareggio contro l'Almere City per 1-1.
Feyenoord
Il 1º luglio 2024 viene acquistato dal Feyenoord per 3,5 milioni di euro. Il 6 novembre segna il suo primo goal in Champions League nella sconfitta contro il Salisburgo per 1-3. Segna i suoi primi goal in Eredivisie nelle vittorie contro Almere City ed Heerenveen. Il 26 novembre 2024 segna ancora in Champions League nella trasferta contro il Manchester City, terminata sul 3-3.

### Nazionale
Ha giocato nelle nazionali giovanili algerine Under-20 ed Under-23.
Nel 2024 ha esordito nella nazionale maggiore algerina.

## Statistiche

### Presenze e reti nei club
Statistiche aggiornate al 25 luglio 2025
| Stagione        | Squadra           | Campionato      | Campionato | Campionato | Coppe nazionali | Coppe nazionali | Coppe nazionali | Coppe continentali | Coppe continentali | Coppe continentali | Altre coppe | Altre coppe | Altre coppe | Totale | Totale | Totale |
| Stagione        | Squadra           | Comp            | Pres       | Reti       | Comp            | Pres            | Reti            | Comp               | Pres               | Reti               | Comp        | Pres        | Reti        | Pres   | Reti   |        |
| --------------- | ----------------- | --------------- | ---------- | ---------- | --------------- | --------------- | --------------- | ------------------ | ------------------ | ------------------ | ----------- | ----------- | ----------- | ------ | ------ | ------ |
| 2021-2022       | Lens 2            | N2              | 22         | 1          |                 | -               | -               |                    | -                  | -                  |             | -           | -           | 22     | 1      |        |
| 2022-2023       | Olympic Charleroi | D3              | 33         | 8          | CB              | 0               | 0               |                    | -                  | -                  |             | -           | -           | 33     | 8      |        |
| 2023-gen. 2024  | Patro Eisden      | D2              | 16         | 1          | CB              | 2               | 1               |                    | -                  | -                  |             | -           | -           | 18     | 2      |        |
| gen.-giu. 2024  | Vitesse           | ED              | 14         | 1          | CO              | 1               | 1               |                    | -                  | -                  |             | -           | -           | 15     | 2      |        |
| 2024-2025       | Feyenoord         | ED              | 30         | 8          | CO              | 2               | 0               | UCL                | 11                 | 3                  | SO          | 0           | 0           | 43     | 11     |        |
| Totale carriera | Totale carriera   | Totale carriera | 115        | 19         |                 | 5               | 2               |                    | 11                 | 3                  |             | 0           | 0           | 131    | 24     |        |

### Cronologia presenze e reti in nazionale
| Cronologia completa delle presenze e delle reti in nazionale ― Algeria | Cronologia completa delle presenze e delle reti in nazionale ― Algeria | Cronologia completa delle presenze e delle reti in nazionale ― Algeria | Cronologia completa delle presenze e delle reti in nazionale ― Algeria | Cronologia completa delle presenze e delle reti in nazionale ― Algeria | Cronologia completa delle presenze e delle reti in nazionale ― Algeria | Cronologia completa delle presenze e delle reti in nazionale ― Algeria | Cronologia completa delle presenze e delle reti in nazionale ― Algeria |
| Data                                                                   | Città                                                                  | In casa                                                                | Risultato                                                              | Ospiti                                                                 | Competizione                                                           | Reti                                                                   | Note                                                                   |
| ---------------------------------------------------------------------- | ---------------------------------------------------------------------- | ---------------------------------------------------------------------- | ---------------------------------------------------------------------- | ---------------------------------------------------------------------- | ---------------------------------------------------------------------- | ---------------------------------------------------------------------- | ---------------------------------------------------------------------- |
| 22-3-2024                                                              | Baraki                                                                 | Algeria                                                                | 3 – 2                                                                  | Bolivia                                                                | Amichevole                                                             | -                                                                      | 70’                                                                    |
| 26-3-2024                                                              | Baraki                                                                 | Algeria                                                                | 3 – 3                                                                  | Sudafrica                                                              | Amichevole                                                             | -                                                                      | 74’                                                                    |
| 5-9-2024                                                               | Orano                                                                  | Algeria                                                                | 2 – 0                                                                  | Guinea Equatoriale                                                     | Qual. Coppa d'Africa 2025                                              | -                                                                      | 90’                                                                    |
| 5-6-2025                                                               | Costantina                                                             | Algeria                                                                | 2 – 0                                                                  | Ruanda                                                                 | Amichevole                                                             | -                                                                      | 59’                                                                    |
| Totale                                                                 |                                                                        | Presenze                                                               | 4                                                                      |                                                                        | Reti                                                                   | 0                                                                      |                                                                        |